# Aphoebantus eremicola
Aphoebantus eremicola är en tvåvingeart som beskrevs av Axel Leonard Melander 1950. Aphoebantus eremicola ingår i släktet Aphoebantus och familjen svävflugor. Inga underarter finns listade i Catalogue of Life.